# Arnold von Büren
Arnold von Büren (* 25. Juli 1536; † 20. Dezember 1614) war Domdechant und Domherr in Münster.

## Leben

### Herkunft und Familie
Arnold von Büren entstammte dem westfälischen Adelsgeschlecht Büren, das zeitweise eines der mächtigsten im Bistum Paderborn war und dessen Angehörige sich während der Reformation überwiegend zum Calvinismus bekannten. Bis auf den Paderborner Domherrn Bernhard von Büren († 1580), der evangelisch war, gehörten die Dignitäten aus dem Haus von Büren dem katholischen Glauben an. Arnold war der Sohn des Wilhelm von Büren zu Huckarde und dessen Gemahlin Berta von Raesfeld zu Hamern. Sein Onkel Melchior von Büren war in den Jahren 1503 bis 1543 Domkantor und bis 1546 Domherr in Münster.

### Werdegang und Wirken
Arnold hatte an den Universitäten in Padua und Bologna studiert und kam am 20. August 1552 in den Besitz einer münsterschen Dompräbende. Im Oktober 1568 übernahm er die Domkantorei und das damit zusammenhängende Archidiakonat Albersloh. Nach dem Verzicht auf beide Ämter im Februar 1574 wurde er Archidiakon in Billerbeck. Er diente als Beisitzer in der Domkellnerei und wurde 1577 Besitzer des Dompropsteilehens Helle. Am 5. Oktober 1585 wird er als Domsenior genannt. Die Wahl zum Domdechanten fiel auf den 14. November 1586. Damit wurde er Nachfolger des Gottfried von Raesfeld, dessen Verwandter und Anhänger er war. Zunächst führte er seinen Kurs weiter, geriet dann mit dem Domkapitel wegen des Vorgehens gegen die Wiedertäufer in Konflikt, vor allem aber wegen seiner Weigerung, gegen das Konkubinat der Domherren allgemein vorzugehen. Er scheute sich vor Auseinandersetzungen mit der adligen Verwandtschaft, fühlte sich aber auch selbst betroffen. In den folgenden Jahren reichte er immer wieder Rücktrittsgesuche ein und wollte resignieren. Dem Domkapitel gelang es, ihn zur weiteren Amtsführung zu überreden und drängte ihn später zum energischen Eingreifen gegen die Konkubinarier. Nur zögerlich gab er am 13. November 1613 nach. Dompropst, Domscholaster und Domküster wurden ihm zur Seite gestellt. Letztlich blieb ihm die Durchführung dieser unangenehmen Aufgabe weitestgehend erspart, denn er starb am 20. Dezember 1614 und wurde im südlichen Seitenschiff des Doms zu Münster begraben.
Arnold war – und das ist ungewöhnlich für einen Domdechanten – kein Priester. Mit einer Sondergenehmigung des Domkapitels durfte er das Amt übernehmen. Er hinterließ kein Testament.
Seine Magd Gret tor Stege, mit der er in einem Konkubinat lebte, brachte vier Töchter zur Welt. Aus einer weiteren konkubinären Verbindung stammten die Söhne Bernhard und Wilhelm, beide Domvikare in Münster, sowie die Tochter Sybilla.